# Wspólne zasoby
Wspólne zasoby – dobra, które spełniają dwa warunki:
1. są rywalizacyjne w konsumpcji
2. nie ma możliwości wykluczenia kogoś z korzystania z nich (względnie niskim kosztem)[1].

Te warunki sprawiają, że może nastąpić nadmierna (przewyższająca możliwości odtworzeniowe) konsumpcja dobra, co prowadzi do jego wyczerpania (tzw. tragedia wspólnego pastwiska).

## Podział dóbr
| Klasyczny podział dóbr       | Klasyczny podział dóbr | Możliwość wyłączenia z konsumpcji                   | Możliwość wyłączenia z konsumpcji                        |
| Klasyczny podział dóbr       | Klasyczny podział dóbr | TAK                                                 | NIE                                                      |
| ---------------------------- | ---------------------- | --------------------------------------------------- | -------------------------------------------------------- |
| Konkurencyjność w konsumpcji | TAK                    | dobra prywatne: żywność, ubrania, komputery         | wspólne zasoby: środowisko naturalne                     |
| Konkurencyjność w konsumpcji | NIE                    | dobra klubowe: szkoły prywatne, teatry, kina, kluby | dobra publiczne: obrona narodowa, policja, straż pożarna |